# Чонград
Чонград, (мађ. Csongrád) град је у Мађарској. Чонград је један од важнијих градова у оквиру жупаније Чонград-Чанад. Чонград је имао 17.686 становника према подацима из 2009. године.
Град је познат и као родно место Милоша Црњанског.

## Географија
Град Чонград се налази у средишњем делу Мађарске. Од престонице Будимпеште град је удаљен око 140 километара југоисточно. Град се налази у средишњем делу Панонске низије, близу леве обале Тисе. Надморска висина града је око 85 m.

## Историја
У време мађарског освајања (крај 9. века) долина Мароша је била под бугарском контролом. Тврђава је била позната као Чорни Град (словенски израз за „црни замак”) и служила је као бугарско-словенска стражарска испостава. Касније је краљ Стефан (1000–1038) град учинио центром државне управе, дајући назив округу. Остао је седиште жупаније све до монголске инвазије на Угарску (1240–1242). Град и тврђаву су Монголи тешко оштетили; Краљ Бела IV је потом пренео седиште жупаније у Сегедин 1247. Овај потез је значајно утицао на развој Чонграда. Поново је постао град тек 1920. године.

## Познате личности
- Милош Црњански, српски књижевник
- Геца Кон, српски издавач
- Пал Малетер, војсковођа
- Кароли Цсемеги, судија

## Партнерски градови
- Бечеј
- Рајсио
- Белхатов
- Георгени

## Галерија
- Тиса код Чонграда
- Железничка станица